# (15146) Halpov
(15146) Halpov (2000 EQ130) – planetoida z pasa głównego asteroid okrążająca Słońce w ciągu 4,79 lat w średniej odległości 2,84 j.a. Odkryta 11 marca 2000 roku.